# 白藤橋
白藤橋（越南语：／），是越南廣寧省與海防市的一座跨越白藤江的橋樑。2015年動工，2018年開通。白藤橋由SE集團設計，為越南第一座自主建設的斜拉橋。

## 簡介
白藤橋是宁平—海防高速公路的一部分，連接廣寧省與海防省。橋北端屬於廣安市社的連渭社，南端則屬於海安郡的東海二坊。白藤橋有四根斜拉索，長度超過3公里，是越南最長的橋樑之一。

## 建設
2012年，廣寧省政府採用了SE集團的鋼索斜拉橋設計，取代了原有的混凝土橋設計。2015年1月15日，奠基儀式舉行，當時估計耗資7.6萬億越南盾。作為設計者，SE集團也在建設-運營-轉移模式下，監督這條四線道的橋樑建設。2018年4月，白藤橋最後的樑安裝完成，使得這座橋成為越南第一座自主建設的斜拉橋，也使白藤橋有「越南製造的橋」的綽號。白藤橋的三個「H」型橋塔代表其連接的三個城市：河內市、下龍市和海防市。

## 營運
橋樑開通後，廣寧來往河內的距離從175公里縮減到125公里。2016年11月，白藤橋出現了道路凹凸不平的問題，引起了駕駛者的擔心，但當局在檢測後認為橋樑並無問題，可以繼續通行。廣寧省交通部門根據開通後一年的數據估計，每天約有11,000輛車行經此橋。2020年，有機構對橋樑纜索上的風致振動進行了研究。